# カモメ科
カモメ科（カモメか、学名 Laridae）は、鳥類チドリ目の科である。分類によってはカモメ上科 Laroidea とも。カモメ類、アジサシ類などを含む。

## 特徴

### 分布
極地を除く全世界の海洋・内水域に生息する。カモメ類は熱帯・亜熱帯、アジサシ類は温帯・寒帯に多い。

### 形態
最大種はオオカモメで全長76cm。後肢の趾の間には水かきがある。
卵の色彩は褐色みや緑みを帯び暗色の斑紋が入る種が多い。

### 生態
海洋に生息する種が多いが、内陸部の湖沼や湿原などに侵入したり生息する種もいる。
食性は動物食で、魚類、昆虫類、甲殻類、軟体動物、貝類の他、小型の鳥類や哺乳類、動物の死骸なども食べる。海面近くを飛翔し嘴で獲物をつまみとったり、上空から獲物を目掛けて急降下して潜水し獲物を捕らえる。また他の鳥類が捕らえた獲物を横取りする種もいる。
繁殖期にはペアを形成し、ペアは一生解消されない種が多い。集団繁殖地（コロニー）を形成する種もいる。1回に1–3個の卵を産む。

## 系統と分類
カモメ科は
- ハサミアジサシ亜科 Rynchopinae（ハサミアジサシ、Skimmer）
- カモメ亜科 Larinae（カモメ、英語: Gull）
- アジサシ亜科 Sterninae（アジサシ、Tern）

の3亜科に分かれる。
ただし、アジサシ亜科のうち Noddies と総称されるクロアジサシ属 Anous・ハイイロアジサシ属 Procelsterna・シロアジサシ Gygis 3属の系統位置と分類については論争がある。カモメ亜科に含める説などもあったが、おそらくはカモメ科の基底に位置する（詳細はアジサシ亜科#分類と系統を参照）。ただしこれに従った亜科分類はまだない。Verheyen (1958) はシロアジサシ亜科 Gyginae・クロアジサシ亜科 Anoinae としたが、現代的な分類ではこれらの亜科が使われたことはないようである。
ハサミアジサシ亜科の系統位置については、おそらくカモメ亜科の姉妹群だが、アジサシ亜科の姉妹群だとする不確実な結果もある。
カモメ科と他の科との関係では、カモメ科+ウミスズメ科+トウゾクカモメ科+カニチドリ科が単系統のようだが
、カモメ科の姉妹群が何かははっきりしない。以前の複数の研究が (((カモメ科, トウゾクカモメ科), カニチドリ科), ウミスズメ科) という系統関係を示していたが、近年は (カモメ科, (トウゾクカモメ科, ウミスズメ科) という結果が出ている（ただしカニチドリ科は未サンプリング）。

### カモメ科の範囲
Mayr and Amadon (1951) は、それまで別科とされていたカモメ科・アジサシ科 Sternidae・ハサミアジサシ科 Rynchopidae の3科をカモメ科の亜科としたが、その後も1科とする分類と3科とする分類が混在している。さらに、カモメ科（カモメ亜科・アジサシ亜科）・ハサミアジサシ科の2科に分ける説もある。しかし、Gygis・Anous・Procelsterna が基底に位置するとすれば、2科または3科とする分類は系統的ではない。
カモメ科をより広く取る説もあり、いずれもトウゾクカモメ科を姉妹群としている（ただし近年はこの姉妹関係を否定する研究が多い）。Beddard (1896) はトウゾクカモメ亜科 Stercorariinae を加えた4亜科をカモメ科に含めたが、Moynihan (1959) はカモメ亜科との2亜科としカモメ亜科をカモメ族 Larini・アジサシ族 Sternini・ハサミアジサシ族 Rynchopini の3族に分けた。また Sibley & Ahlquist (1990) はさらに広義のカモメ科にウミスズメ科もウミスズメ亜科 Alcinae として含め、カモメ亜科はトウゾクカモメ族 Stercorariini を加え4族に分けた。
|                  |                  |                  | この項での分類   | この項での分類     | Beddard      | Beddard            | Moynihan     | Moynihan           | Moynihan           | Sibley & Ahlquist | Sibley & Ahlquist | Sibley & Ahlquist |
| ---------------- | ---------------- | ---------------- | ---------------- | ------------------ | ------------ | ------------------ | ------------ | ------------------ | ------------------ | ----------------- | ----------------- | ----------------- |
| カモメ科         | L. 科            | カモメ亜科       | L. 科            | カモメ亜科         | カ モ メ 科  | カモメ亜科         | カ モ メ 科  | L. 亜 科           | カモメ族           | カ モ メ 科       | L. 亜 科          | カモメ族          |
| アジサシ科       | L. 科            | アジサシ亜科     | L. 科            | アジサシ亜科       | カ モ メ 科  | アジサシ亜科       | カ モ メ 科  | L. 亜 科           | アジサシ族         | カ モ メ 科       | L. 亜 科          | アジサシ族        |
| ハサミアジサシ科 | ハサミアジサシ科 | ハサミアジサシ科 | L. 科            | ハサミアジサシ亜科 | カ モ メ 科  | ハサミアジサシ亜科 | カ モ メ 科  | L. 亜 科           | ハサミアジサシ族   | カ モ メ 科       | L. 亜 科          | ハサミアジサシ族  |
| トウゾクカモメ科 | トウゾクカモメ科 | トウゾクカモメ科 | トウゾクカモメ科 | トウゾクカモメ科   | カ モ メ 科  | トウゾクカモメ亜科 | カ モ メ 科  | トウゾクカモメ亜科 | トウゾクカモメ亜科 | カ モ メ 科       | L. 亜 科          | トウゾクカモメ族  |
| ウミスズメ科     | ウミスズメ科     | ウミスズメ科     | ウミスズメ科     | ウミスズメ科       | ウミスズメ科 | ウミスズメ科       | ウミスズメ科 | ウミスズメ科       | ウミスズメ科       | カ モ メ 科       | ウミスズメ亜科    | ウミスズメ亜科    |

### 系統樹
Baker et al. (2007) より。ただしカモメ科内については Fain & Houde (2007)や Ödeen et al. (2009)は確度は低いが異なる系統を求めている。これらがサンプリングしていないハイイロアジサシ属とカニチドリ科は Thomas et al. (2004)より。
|  | クロアジサシ属 Anous              |
|  |                                   |
|  | ? ハイイロアジサシ属 Procelsterna |
|  |                                   |

|  | シロアジサシ Gygis                                                                    |
|  |                                                                                       |
|  | アジサシ亜科 Sterninae                                                                |
|  |                                                                                       |
|  | \| \| ハサミアジサシ亜科 Rynchopinae \| \| \| \| \| \| カモメ亜科 Lalinae \| \| \| \| |
|  |                                                                                       |
|  | ハサミアジサシ亜科 Rynchopinae                                                        |
|  |                                                                                       |
|  | カモメ亜科 Lalinae                                                                    |
|  |                                                                                       |

|  | ハサミアジサシ亜科 Rynchopinae |
|  |                                |
|  | カモメ亜科 Lalinae             |
|  |                                |

|  | クロアジサシ属 Anous              |
|  |                                   |
|  | ? ハイイロアジサシ属 Procelsterna |
|  |                                   |

|  | シロアジサシ Gygis                                                                    |
|  |                                                                                       |
|  | アジサシ亜科 Sterninae                                                                |
|  |                                                                                       |
|  | \| \| ハサミアジサシ亜科 Rynchopinae \| \| \| \| \| \| カモメ亜科 Lalinae \| \| \| \| |
|  |                                                                                       |
|  | ハサミアジサシ亜科 Rynchopinae                                                        |
|  |                                                                                       |
|  | カモメ亜科 Lalinae                                                                    |
|  |                                                                                       |

|  | ハサミアジサシ亜科 Rynchopinae |
|  |                                |
|  | カモメ亜科 Lalinae             |
|  |                                |

|  | トウゾクカモメ科 Stercorariidae |
|  |                                 |
|  | ウミスズメ科 Alcidae            |
|  |                                 |

|  | クロアジサシ属 Anous              |
|  |                                   |
|  | ? ハイイロアジサシ属 Procelsterna |
|  |                                   |

|  | シロアジサシ Gygis                                                                    |
|  |                                                                                       |
|  | アジサシ亜科 Sterninae                                                                |
|  |                                                                                       |
|  | \| \| ハサミアジサシ亜科 Rynchopinae \| \| \| \| \| \| カモメ亜科 Lalinae \| \| \| \| |
|  |                                                                                       |
|  | ハサミアジサシ亜科 Rynchopinae                                                        |
|  |                                                                                       |
|  | カモメ亜科 Lalinae                                                                    |
|  |                                                                                       |

|  | ハサミアジサシ亜科 Rynchopinae |
|  |                                |
|  | カモメ亜科 Lalinae             |
|  |                                |

|  | クロアジサシ属 Anous              |
|  |                                   |
|  | ? ハイイロアジサシ属 Procelsterna |
|  |                                   |

|  | シロアジサシ Gygis                                                                    |
|  |                                                                                       |
|  | アジサシ亜科 Sterninae                                                                |
|  |                                                                                       |
|  | \| \| ハサミアジサシ亜科 Rynchopinae \| \| \| \| \| \| カモメ亜科 Lalinae \| \| \| \| |
|  |                                                                                       |
|  | ハサミアジサシ亜科 Rynchopinae                                                        |
|  |                                                                                       |
|  | カモメ亜科 Lalinae                                                                    |
|  |                                                                                       |

|  | ハサミアジサシ亜科 Rynchopinae |
|  |                                |
|  | カモメ亜科 Lalinae             |
|  |                                |

|  | トウゾクカモメ科 Stercorariidae |
|  |                                 |
|  | ウミスズメ科 Alcidae            |
|  |                                 |

## 属
国際鳥類学会議 (IOC) の分類では23属102種からなる。

### アジサシ亜科 (Noddies)
- Anous クロアジサシ属 - クロアジサシ、ヒメクロアジサシ など
- Procelsterna ハイイロアジサシ属 - ハイイロアジサシ など
- Gygis シロアジサシ属

### ハサミアジサシ亜科
- Rynchops ハサミアジサシ属 - クロハサミアジサシ、アフリカハサミアジサシ など

### カモメ亜科
- Creagrus アカメカモメ属
- Rissa ミツユビカモメ属 - ミツユビカモメ、アカアシミツユビカモメ
- Pagophila ゾウゲカモメ属
- Xema クビワカモメ属
- Chroicocephalus - ボナパルトカモメ、ユリカモメ、ズグロカモメ など
- Hydrocoloeus ヒメカモメ属
- Rhodostethia ヒメクビワカモメ属
- Leucophaeus - イワカモメ、ワライカモメ、アメリカズグロカモメ など
- Ichthyaetus - ゴビズキンカモメ、オオズグロカモメ、メジロカモメ など
- Larus カモメ属 - ウミネコ、カモメ、オオカモメ、セグロカモメ など

### アジサシ亜科(excl. Noddies)
- Gelochelidon ハシブトアジサシ属
- Hydroprogne オニアジサシ属
- Thalasseus - オオアジサシ、ベンガルアジサシ、サンドイッチアジサシ など
- Sternula - コアジサシ、ヒメアジサシ など
- Onychoprion - コシジロアジサシ、マミジロアジサシ、セグロアジサシ など
- Sterna アジサシ属 - ベニアジサシ、アジサシ、キョクアジサシ など
- Chlidonias クロハラアジサシ属 - クロハラアジサシ、ハジロクロハラアジサシ など
- Phaetusa オオハシアジサシ属
- Larosterna インカアジサシ属

## 人間との関係
漁港に生息する種もおり、漁港や民家などで残飯を漁ることもある。
開発による生息地の破壊、水質汚染、卵の採集、人為的に移入された動物による捕食などにより生息数が減少している種もいる。

## 画像

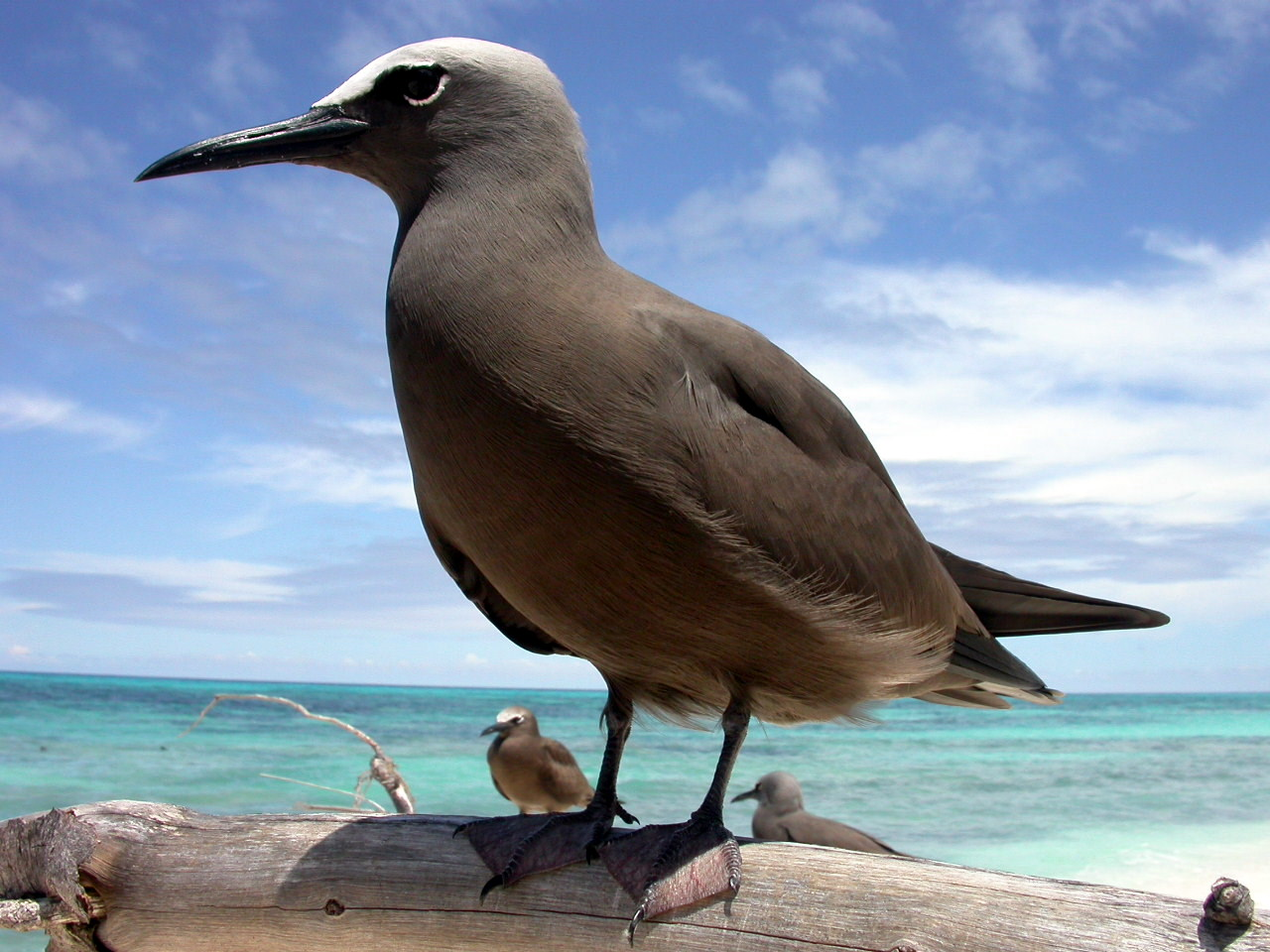
クロアジサシ Anous stolidus
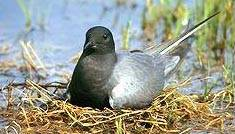
ハシジロクロハラアジサシ Chlidonias niger
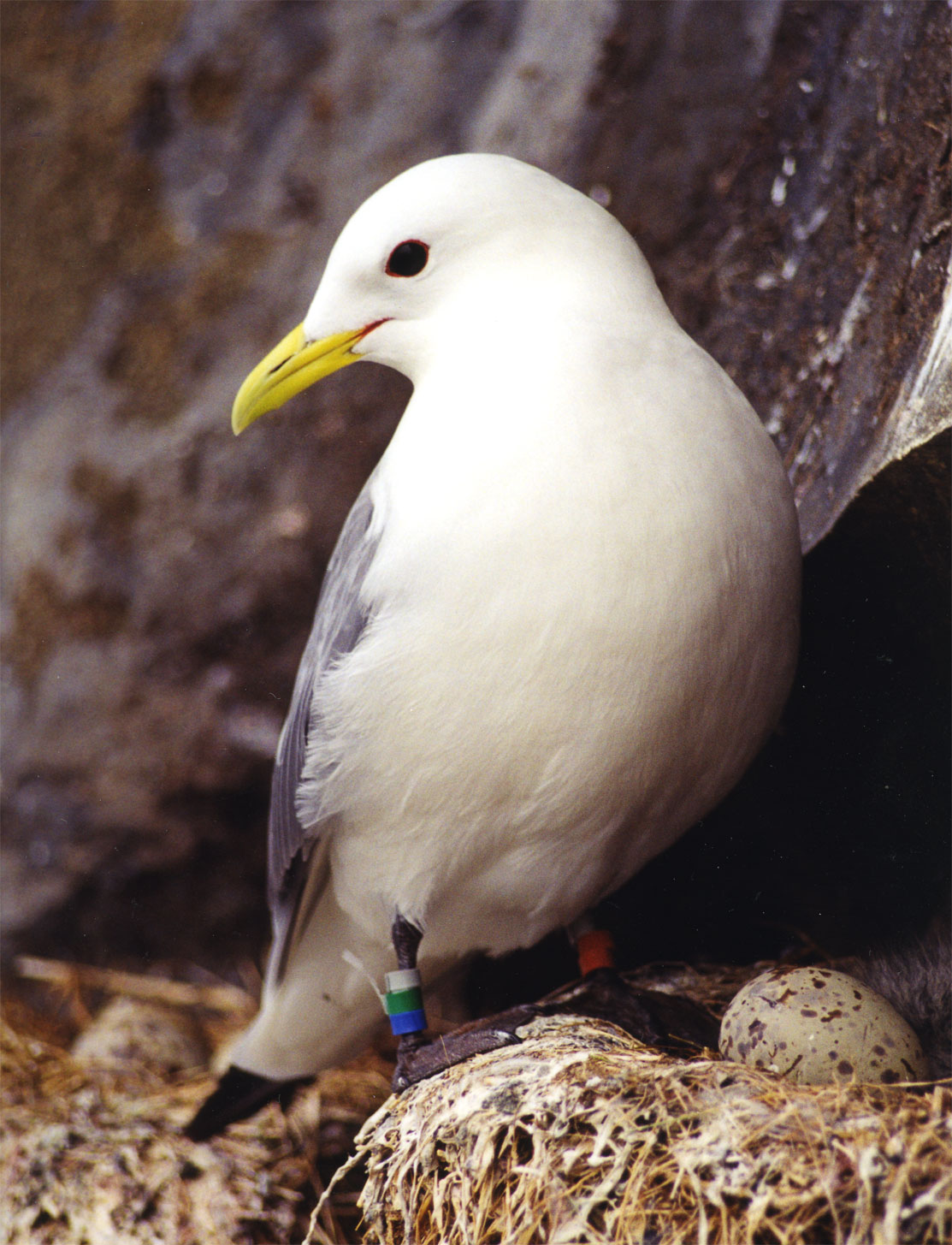
ミツユビカモメ Rissa tridactyla
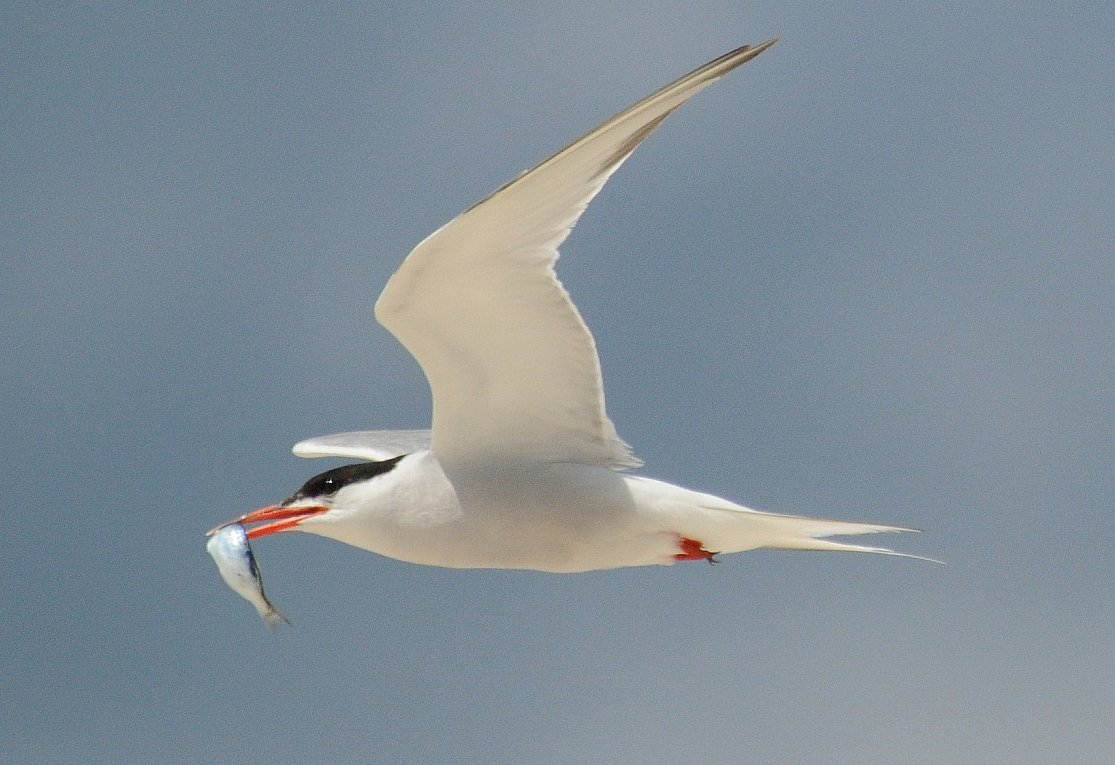
アジサシ Sterna hirundo
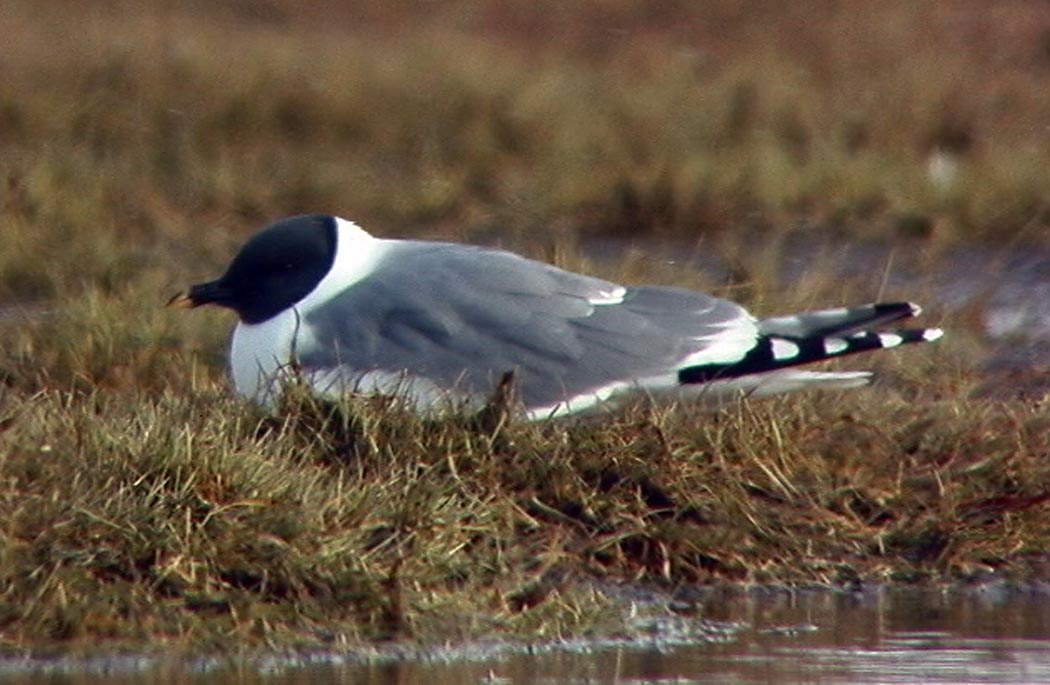
クビワカモメ Xema sabini